# 坂田理
坂田 理（さかた おさむ、1975年 - ）は、日本のアニメーター、キャラクターデザイナー。富山県出身。
童夢やJ.C.STAFFなどの作品で作画監督、テレビアニメ『吉宗』では作画監督と演出、『WHITE ALBUM』では作画監督と総作画監督を務めた。
2011年に放映されたテレビアニメ『DOG DAYS』では、自身初のキャラクターデザインに登用され、烏宏明とともに複数話の総作画監督も併せて務め、続編となる『DOG DAYS'』（2012年）および『DOG DAYS"』（2015年）でも引き続きキャラクターデザインと総作画監督を務める。
いわゆる「幼馴染キャラ」が大好きで、アニメを見るとき、まず初めに探してしまうとのこと。このため、『DOG DAYS』では主人公シンクの幼馴染であるレベッカがお気に入りで、時間が許せばレベッカのシーンを全て自身で描きたかったくらいとインタビューで答えている。

## 参加作品

### テレビアニメ
1999年
- トラブルチョコレート（原画）
- 今、そこにいる僕（1999年 - 2000年、動画）

2001年
- 破邪巨星Gダンガイオー（原画・動画）
- 機動天使エンジェリックレイヤー（原画）

2002年
- ぷちぷり*ユーシィ（2002年 - 2003年、原画）

2003年
- LAST EXILE（原画）
- おねがい☆ツインズ（作画監督）
- PEACE MAKER 鐵（2003年 - 2004年、作画監督・原画・動画）

2004年
- モンキーターンV（作画監督）

2005年
- ああっ女神さまっ（作画監督）
- 絶対少年（原画）

2006年
- 砂沙美☆魔法少女クラブ（作画監督）
- 吉宗（演出・作画監督・作画監督補佐・原画）
- 家庭教師ヒットマンREBORN!（演出・作画監督）
- 鉄コン筋クリート（原画）

2007年
- 神曲奏界ポリフォニカ（作画監督・原画）
- おおきく振りかぶって（原画）
- 灼眼のシャナII（2007年 - 2008年、原画）
- ZOMBIE-LOAN（作画監督・場面レイアウト）
- D.C.II 〜ダ・カーポII〜（キーアニメーター・原画）

2008年
- D.C.II S.S. 〜ダ・カーポII セカンドシーズン〜（キーアニメーター・原画）
- 我が家のお稲荷さま。（作画監督協力）
- ゼロの使い魔 〜三美姫の輪舞〜（作画監督・総作画監督・原画）

2009年
- WHITE ALBUM（作画監督・総作画監督・原画）
- アスラクライン（作画監督補佐）
- 青い文学シリーズ（原画）
- 化物語（2009年 - 2010年、原画）

2010年
- ダンス イン ザ ヴァンパイアバンド（原画）
- 会長はメイド様!（原画）
- セキレイ〜Pure Engagement〜（作画監督・レイアウト監修・作画監督補佐・原画・第二原画）

2011年
- DOG DAYS（キャラクターデザイン・総作画監督・作画監督）

2012年
- DOG DAYS'（キャラクターデザイン・総作画監督・ミュージックパート総作画監督・作画監督）

2013年
- ムシブギョー（原画）

2015年
- DOG DAYS''（キャラクターデザイン・総作画監督・総作画監督・原画）

2016年
- ViVid Strike!（作画監督・総作画監督）

2018年
- バジリスク 〜桜花忍法帖〜（作画監督・作画監督補佐）
- されど罪人は竜と踊る（原画）

2022年
- アキバ冥途戦争（原画）
- 異世界迷宮でハーレムを（作画監督・総作画監督）

2024年
- 異修羅（作画監督）
- 狼と香辛料 MERCHANT MEETS THE WISE WOLF（総作画監督）

### 劇場アニメ
- 魔法少女リリカルなのは Reflection（2017年、総作画監督）
- 魔法少女リリカルなのは Detonation（2018年、総作画監督）

### OVA
- 太陽の船 ソルビアンカ（1999年 - 2000年、動画）
- バットマン ゴッサムナイト（2008年、原画）

### Webアニメ
- 魔法遊戯 飛び出す!!ハナマル大冒険（2001年 - 2002年、原画）

### ゲーム
- ときめきメモリアル2 対戦ぱずるだま（2001年、キャラクターモーション動画）
- キャサリン（2011年、キーアニメーション）